# Kiyoshi Sasabe
Kiyoshi Sasabe (佐々部清, Sasabe Kiyoshi), né le 8 janvier 1958 à Shimonoseki et mort le 31 mars 2020 dans la même ville,, est un réalisateur et scénariste japonais.

## Biographie
Kiyoshi Sasabe est diplômé du département de théâtre de l'université Meiji et de l'Institut japonais de l'image animée (en). À partir de 1983, il travaille comme assistant réalisateur pendant de nombreuses années auprès de cinéastes tels que Yōichi Sai, Seiji Izumi (ja) et Yasuo Furuhata avant de réaliser son premier film Hi wa mata noboru en 2002. Le film remporte le prix Yūjirō-Ishihara aux Nikkan Sports Film Awards et est nommé pour le Japan Academy Prize du film de l'année.
En 2003, il remporte le prix des nouveaux réalisateurs de la Directors Guild of Japan pour Chirusoku no natsu et à nouveau le prix Yūjirō-Ishihara aux Nikkan Sports Film Awards pour Han'ochi en 2004. En 2005, il remporte le Japan Academy Prize du film de l'année également pour Han'ochi.
Kiyoshi Sasabe meurt le 31 mars 2020 d'une crise cardiaque à l'âge de 62 ans dans un hôtel de Shimonoseki où il séjournait pour préparer son nouveau film.

## Filmographie

### Au cinéma

#### Comme assistant réalisateur
- 1999 : Poppoya (鉄道員?) de Yasuo Furuhata
- 2001 : Le Chemin des lucioles (ホタル, Hotaru?) de Yasuo Furuhata

#### Comme réalisateur
La mention « +scénariste » indique que Kiyoshi Sasabe est aussi auteur du scénario.
- 2002 : Hi wa mata noboru (陽はまた昇る?) +scénariste
- 2003 : Chirusoku no natsu (チルソクの夏?) +scénariste
- 2004 : Han'ochi (半落ち?) +scénariste
- 2005 : Yokkakan no kiseki (四日間の奇蹟?) +scénariste
- 2005 : Curtain Call (カーテンコール, Kāten kōru?) +scénariste
- 2006 : Deguchi no nai umi (出口のない海?)
- 2007 : Yūnagi no machi sakura no kuni (夕凪の街 桜の国?) +scénariste
- 2008 : Kekkon shiyō yo (結婚しようよ?) +scénariste
- 2008 : Sanbongi nōgyō kōkō, bajutsubu (三本木農業高校、馬術部?) +scénariste
- 2011 : Nichirin no isan (日輪の遺産?)
- 2011 : Tsure ga utsu ni narimashite. (ツレがうつになりまして。?)
- 2013 : Rokugatsudō no sanshimai (六月燈の三姉妹?)
- 2014 : Tōkyō nanmin (東京難民?)
- 2015 : Gunjouiro no, tōri michi (群青色の、とおり道?) +scénariste
- 2016 : Tanemaku tabibito: Yume no tsugiki (種まく旅人 夢のつぎ木?)
- 2016 : Yaeko no hamingu (八重子のハミング?) +scénariste
- 2017 : Zō o naderu (ゾウを撫でる?)
- 2019 : Konomichi (この道?)
- 2020 : Dai tsunahiki no koi (大綱引の恋?)

### À la télévision
- 2005 : Kokoro no kudakeru oto (心の砕ける音～運命の女～?)（WOWOW) [9]
- 2008 : Kokuchi sezu (告知せず?)（TV Tokyo）
- 2011 : Mitori no isha (看取りの医者?)（ＴＢＳ）
- 2012 : Nami no tō (波の塔?)（TV Tokyo）
- 2012 : Konsekiya (痕跡や?)（TV Tokyo）
- 2017 : Honjitsu wa, ohigara mo yoku (本日は、お日柄もよく?)（WOWOW）

## Théâtre
- 2008 : Kurobe no taiyō (梅田芸術劇場?) : mise en scène et scénario[2]

## Distinctions

### Récompenses
- 2002 : Prix Yūjirō-Ishihara aux Nikkan Sports Film Awards pour Hi wa mata noboru[4]
- 2003 : Prix des nouveaux réalisateurs de la Directors Guild of Japan pour Chirusoku no natsu[6]
- 2004 : Prix Yūjirō-Ishihara aux Nikkan Sports Film Awards pour Han'ochi[4]
- 2004 : Prix Kaneto-Shindō (ja), médaille d'or pour Chirusoku no natsu et Han'ochi
- 2005 : Japan Academy Prize du film de l'année pour Han'ochi[7]
- 2005 : Japanese Movie Critics Award (en) du meilleur film pour Curtain Call[2]
- 2007 : Japanese Movie Critics Award (en) du meilleur film pour Yūnagi no machi sakura no kuni[2]

### Nominations
- 2003 : Japan Academy Prize du film de l'année pour Hi wa mata noboru[5]
- 2005 : Japan Academy Prize du meilleur réalisateur et du meilleur scénariste pour Han'ochi[7]